# 毕大川
毕大川（1938年7月26日—2012年5月25日），男，赫哲族，黑龙江人，中国控制理论专家，国际宇航科学院院士，曾任中国技术创新公司总经理，中国运筹学会常务理事，第八、九届全国政协委员。